# Hommage
Een hommage is een publiekelijke blijk van (grote) waardering voor een ander. Dit eerbetoon wordt vaak uit respect voor iemands prestaties gegeven.

## Oorsprong en etymologie
Binnen het feodale systeem in Europa was een hommage de belofte van ondergeschiktheid aan de leenheer. Het woord is dan ook afgeleid van het Franse woord homme dat leenman of -heer betekende en thans nog gebruikt wordt in de betekenis van man of heer. Het woord is verwant met het Latijnse homo en het Germaanse -gom in bruidegom.

## Huidige gebruik
Een hommage wordt vaak gebracht aan personen die een opmerkelijke prestatie hebben verricht in de ogen van degene(n) die de hommage uit. Een bekende, grote hommage is het Freddie Mercury Tribute Concert, maar ook muziekalbums kunnen bij wijze van huldeblijk worden uitgebracht.

### Hedendaagse feodale hommages
Het geven van een hommage met een sterk feodaal karakter gebeurt alleen nog bij de kroning van een Brits monarch. De laatste maal betrof dit Elizabeth II in 1953. Hierbij volgden achtereen een klassieke hommage voor haar aantreden als primaat van de Anglicaanse Kerk door de Aartsbisschop van Canterbury, gevolgd door hommages van de Britse adel, in rang van hoge adel naar lage adel, aangevangen met de hommage van Prins Philip, hertog van Edinburgh zijnde de echtgenoot van Elizabeth II.